# Костариканський коледж об'єднаного світу
Костариканський коледж об'єднаного світу (англ. United World College Costa Rica, ісп. Colegio del Mundo Unido Costa Rika), скорочена назва: «UWC Costa Rica» (UWCCR) — міжнародний коледж-інтернат, розташований у Сан-Хосе, кантон Санта-Ана, Коста-Рика. Раніше відомий як «Міжнародний коледж SOS Германа Гмайнера» (ісп. Colegio Internacional SOS Hermann Gmeiner, англ. SOS Hermann Gmeiner International College (HGIC)) який було засновано у лютому 2000. З 2006 року входить до мережі Коледжів об'єднаного світу.
У коледжі щороку навчаються до 200 учнів віком від 16 до 19 років із 70 різних країн, включаючи підлітків з дитячих сіл SOS та біженців. Щорічно коледж надає 5 повних стипендій для навчання дітей із дитячих сіл SOS з усього світу. Окрім цього, 75% учнів отримують стипендії в системі Коледжів об'єднаного світу, які частково чи повністю покривають витрати на навчання та проживання в інтернаті. Претенденти на навчання відбираються на конкурсній основі національними комітетами Коледжів об'єднаного світу, які функціонують більше, ніж у 155 країнах світу. Претенденти з України відбираються національним комітетом «UWC Україна». Основні критерії відбору наведені на сайті комітету.
Коледж є членом Ради міжнародних шкіл (англ. Council of International Schools — «CIS»).

## Коротка історія
У 1996 році пан Гельмут Кутін, президент Всесвітньої ради SOS Children's Villages, запропонував створити Міжнародний коледж SOS в Латинській Америці. Незалежна неурядова соціальна благодійна організація «Дитячі селища SOS Коста-Рики Кіндердоф Інтернешнл» (ісп. Aldeas de niños SOS de Costa Rica Kinderdoff Internacional) розпочала реалізацію проекту у 1999 році із створення міжнародної школи-коледжу для дітей із регіону Сан-Хосе, позбавлених батьківської опіки. У парковій зоні Санта-Ани протягом 11 місяців було споруджено 20 будівель для класів, їдальні, бібліотеки, 8 резиденцій для проживання учнів та 8 —для вчителів, амфітеатр, спортивні поля та інфраструктурні споруди «Міжнародної школи SOS Германа Гмайнера». Школу було відкрито 14 січня 2000. Заняття розпочалися у лютому цього ж року.
Для забезпечення високої якості освіти і можливості випускникам продовжувати навчання у кращих університетах світу, у коледжі запроваджувалися освітні програми «IB World School» (укр. «Світової школи міжнародного бакалаврату»). 11 грудня 2002 була акредитована «Програма для здобуття диплома міжнародного бакалаврату» (англ. IB Diploma Programme) власником та розробником цієї програми — некомерційним освітнім фондом «International Baccalaureate®».
У 2003 році Дитячі селища—SOS вирішили реструктурувати та змінити спрямованість своєї стратегії в Латинській Америці, що призвело до закриття Міжнародного коледжу Гмайнера того ж року. Норвезький меценат Пер Ґріґ, засновник фонду Grieg Foundation [Архівовано 8 травня 2020 у Wayback Machine.], був щирим прихильником місії  «Дитячі села—SOS», а також руху Коледжі об'єднаного світу. Він запропонував реструктуризувати Міжнародний коледж Гмайнера в Костариканський коледж об'єднаного світу і повністю фінансував свій проект.
Із 2004-го протягом двох років коледж проходив підготовку до входження у мережу Коледжів об'єднаного світу і у 2006 офіційно став 11-им коледжем цього освітнього руху. Співпраця із «SOS Children's Villages» продовжується, і щороку учні дитячих селищ отримують 5 повних стипендій для навчання у коледжі.

## Освітні програми
Коледж пропонує дворічну «Програму для здобуття диплома міжнародного бакалаврату» для учнів 11 і 12 класів, а також, спеціально розроблену підготовчу програму для учнів 10 класу, необхідну як основу для опанування цієї програми. Трирічну програму навчання може обрати кожен учень, якщо рівень його знань і навичок, отриманих у школі попереднього навчання, є недостатній, особливо, рівень володіння мовами навчання.
Усі навчальні предмети, які входять до цієї програми, поділені на шість груп:
- мова та література;
- друга мова;
- суспільствознавство;
- природничі науки;
- математика;
- мистецтво і культура.

Детально про усі предмети, що входять до кожної з цих груп, можна довідатися із інформації про галузь акредитації коледжу на сайті Міжнародного бакалаврату чи коледжу.
Для можливості здобути «ib-диплом» учень за два роки навчання повинен опанувати принаймні по одному предмету із кожної з груп навчальних предметів. При цьому, допускається замість предмету з шостої групи додатково обрати будь-який з предметів, що входять до 1-5 груп. Учень може обирати конкретні предмети в залежності від того, яку професію планує опановувати і від того, які саме предмети потрібні йому для вступу до конкретних навчальних закладів, де планується здобувати вищу освіту. Окрім цього, необхідно брати активну участь у суспільно-корисних заходах та/або програмах (англ. Creativity, Activity, Service (CAS)) та провести самостійні дослідження, результати яких оформити у формі есе встановленого формату і обсягу.
Дипломи про повну середню освіту міжнародного бакалаврату (англ. The IB diploma) надають можливість здобувати вищу освіту та приймаються і визнаються більше, ніж 2 337 університетами у 90 державах світу.

## Опис
Кампус розташовується у зеленій зоні Санта-Ани недалеко від її центральної частини, на території якого є:
- навчальні класи та дослідницькі лабораторії;
- їдальня;
- бібліотека;
- амфітеатр;
- спортивна зала;
- спортивні та ігрові майданчики;
- вісім житлових приміщень для учнів та вісім — для персоналу;
- офіс, господарчі та допоміжні будівлі.

Будівлі зведені у сучасному стилі компанією «Ecosistemas de Construcción S.A.» із врахуванням екосистеми території, і органічно поєднуються із парковим пейзажем.
Інтернат розрахований на 192 учнів, які проживають у восьми житлових приміщеннях, у кожному — 8 житлових кімнат по 3 ліжка у кімнаті. Кожне житлове приміщення носить назву визначних природоохоронних місць Коста-Рики:
- Кабо-Бланко (ісп. Cabo Blanco) — природний заповідник на узбережжі Тихого океану;
- Кахуїта (ісп. Parque nacional Cahuita) — національний парк на узбережжі Атлантичного океану;
- Ель Коко (ісп. El Coco) — «Національний парк Острів Кокос» у Тихому океані;
- Фламінго (ісп. Playa Flamingo) — відомий костариканський пляж із мальовничими лагунами та дрібнозернистим білим піском;
- Гермоса (ісп. Playa Hermosa) — національний природоохоронний парк на узбережжі Тихого океану;
- Монтесума (ісп. Montezuma) — об'єкт екотуризму із мальовничими пляжами, річками та водоскидами на південному узбережжі півострова Нікоя;
- Мальпаїс (ісп. Malpais) — один із найбільш мальовничих пляжів світу, «мекка» для серфінгістів та шукачів пригод;
- Тортуґеро (ісп. Tortuguero) — національний парк на узбережжі Атлантичного океану, відомий як домівка «пляжно-гніздових черепах».

У коледжі функціонує, розширюється та вдосконалюється «Програма сімейного прийому». Станом на 2019-2020 навчальний рік із колледжем співпрацюють 50 сімей, що проживають у Санта-Ана, які запрошують учнів до себе у гості та приймають їх у невимушеній домашній обстановці. Таким чином одноманітність умов навчального процесу і проживання у інтернаті у середовищі однолітків, вихователів та вчителів «розбавляється» перебуванням учнів у сім'ях, де є і старші люди, і однолітки, із якими вони можуть потоваришувати, і діти молодшого віку, за якими учні допомагають доглядати своїм новим товаришам та опікунам. У цьому процесі відбувається взаємний обмін життєвими знаннями і навичками, знайомство культур і звичаїв тих народів, які представляють учні, із звичаями, побутом і культурою костариканців. Спільні зусилля таких сімей і персоналу інтернату призначені для створення умов і відчуття у дітей домашньої атмосфери та домашнього затишку під лозунгом: «Коли ти вперше відчув себе вдома»? Учні вдосконалюють рівень володіння іспанською, господарі — вчать англійську і не тільки.

## Українці в UWC Costa Rica
Кожного року у коледжі навчаються діти більше, 70 національностей, серед яких є і українці, рекомендовані на навчання за результатами конкурсного відбору національним комітетом «UWC Україна». Як правило, кожен з учнів демонструє у коледжі високий рівень знань та практичних навичок. Завдяки успішності та іншим якостям учні з України, як і з багатьох інших країн, за результатами навчання отримують пропозиції від фонду Девіса на отримання стипендій для продовження навчання у вищих навчальних закладах США.

### Випускники коледжу, які здобули ґранти на навчання
| Ім'я              | Ґрант на навчання, спеціальності                        | Продовження навчання, стажування, робота |
| Владислав Стадник | Коледж Вітона економіка                                 | Коледж Вітона (Нортон, асистент кафедри економіки), The Omerta Group (Лондон, інтерн), Bridge To Net, LLC. (Київ, співзасновник), Outlook Retail Solutions, Inc. (Фоксборо, робота з клієнтами), MGID, Inc. [Архівовано 22 січня 2020 у Wayback Machine.] (Київ, менеджер, голова з розвитку, віцепрезидент з розвитку) |
| Ганна Цибко       | Університет Св. Лоуренса іноземні мови (багатомовність) | Центр розвитку освіти (Гвадалахара, інструктор з англійської), Міжкультурний центр (провінція Чжецзян, інструктор), Йорданський інститут дипломатії (Амман, інтерн), Університет Св. Лоуренса (Кантон, асистент), Thread & Anchor Films, LLC. (Вашингтон, перекладач), Центр глобальних інтересів (Вашингтон, редактор), Ad Astra, Inc. [Архівовано 11 вересня 2019 у Wayback Machine.] (Вашингтон, перекладач легалізованих перекладів), NewWest Media (редактор міжнародних новин), Genesis Tech [Архівовано 25 грудня 2019 у Wayback Machine.] (Київ, редактор) |
| Ганна Богданок    | Браунський університет політика, економіка              | Браунський університет (Провіденс, асистент), Інститут Анненберга (науковий співробітник-стажер) |